# Retno Marsudi
Retno Lestari Priansari Marsudi (nacida el 27 de noviembre de 1962) es una diplomática indonesia y Ministra de Relaciones Exteriores en el Gabinete de Joko Widodo desde 2014. Es la primera mujer ministra nombrada para el cargo. Anteriormente fue Embajadora de Indonesia en los Países Bajos de 2012 a 2014, así como Embajadora en Islandia y Noruega de 2005 a 2008.

## Carrera política
El 27 de octubre de 2014, Marsudi fue nombrada Ministra de Relaciones Exteriores por el presidente Joko Widodo en su gabinete.
En 2021, Marsudi fue nombrada copresidenta, junto con Karina Gould y Lia Tadesse, del Grupo de Compromiso de Mercado Avanzado (AMC) de COVAX; el AMC es un instrumento financiero establecido para apoyar la participación de 92 economías de ingresos bajos y medianos en el Fondo COVAX y garantizar su acceso a las vacunas contra el COVID-19.

## Premios y reconocimientos
- : Medal of Malalai (2020)[6]
- : Gran Cruz de la Orden El Sol del Perú (2018)[7]